# Lyonel Feininger

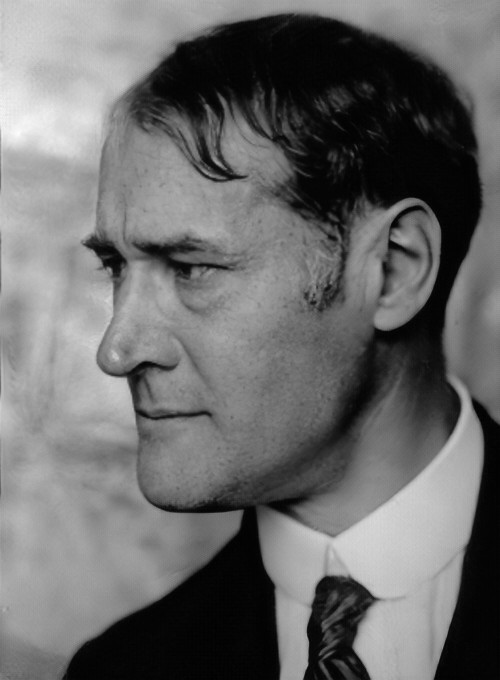
Fotoporträt Feiningers von Hugo Erfurth, 1922

Lyonel Charles Adrian Feininger (* 17. Juli 1871 in New York; † 13. Januar 1956 ebenda) war ein deutsch-amerikanischer Maler, Grafiker und Karikaturist. Ab 1909 war er Mitglied der Berliner Secession. Mit seinen Arbeiten am Bauhaus seit 1919 gehört er zu den bedeutendsten Künstlern der Klassischen Moderne.
Feininger kam erst mit 36 Jahren zur Malerei. Zuvor war er lange als kommerzieller Karikaturist für diverse deutsche, französische und US-amerikanische Zeitungen und Zeitschriften tätig. Er unterzog seine Arbeiten einer harten selbstkritischen Prüfung und entwickelte, ausgehend von seinen Karikaturen, zügig einen sehr markanten Malstil. In seinen Bildern werden die Objekte abstrahiert und gestalterisch überhöht. Die dabei erreichte Stärke und der Ausdruck von Feiningers Stil beeinflussten zahlreiche zeitgenössische Künstler und begründeten seine Bedeutung und seinen Erfolg. Oft griff Feininger bei seinen Arbeiten Bildmotive und Bildkompositionen eigener Karikaturen und Skizzen wieder auf.
Berühmt geworden sind beispielsweise seine 1905 in Ribnitz und Damgarten entstandenen Zeichnungen der kleinstädtischen Idylle, ebenso seine Bilder von Kirchen und Dorfkernen des Weimarer Umlandes in Thüringen, wohin er sich zwischen 1906 und 1937 immer wieder für Arbeits- und Studienaufenthalte begab. Die Bilder sind meist nach den jeweiligen Ortschaften (Gelmeroda, Niedergrunstedt, Possendorf, Mellingen, Vollersroda, Tiefurt, Taubach, Gaberndorf, Oberweimar, Zottelstedt u. a.) benannt und durchnummeriert.

## Leben und Werk

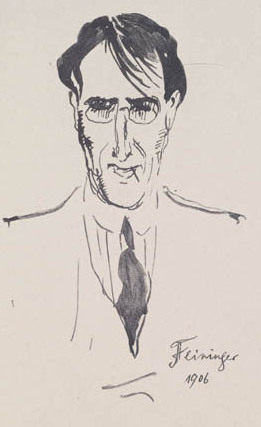
Lyonel Feininger porträtiert von Emil Orlik, 1906

Carl Léonell Feininger wurde als Sohn zweier angesehener deutsch-amerikanischer Musiker, des Konzertgeigers Karl Friedrich (später Charles) Feininger sowie der Pianistin und Sängerin Elizabeth Cecilia Lutz, geboren. 1887, mit 16 Jahren, kam Feininger zu seinen Eltern, die auf Konzertreise in Europa waren, erstmals nach Deutschland. Mit deren Erlaubnis durfte er die Kunstgewerbeschule Hamburg besuchen. Am 1. Oktober des folgenden Jahres bestand er die Aufnahmeprüfung der Berliner Königlichen Akademie der Künste. Er war passionierter Radler und bevorzugte Räder der Marke Cleveland Cycles. Er fing früh an, für Verleger und Zeitschriften zu zeichnen. 1892 nahm er ein Studium an der Pariser Académie Colarossi auf, die vom italienischen Bildhauer Filippo Colarossi gegründet worden war. Nach siebenmonatigem Aufenthalt in Paris kehrte er 1893 nach Berlin zurück, wo er als freier Illustrator und Karikaturist für die Zeitschriften Harpers Young People, Humoristische Blätter, Ulk und die Lustigen Blätter tätig wurde.
1901 heiratete Feininger die Pianistin Clara Fürst, eine Schülerin Artur Schnabels und Schwester des Malers Edmund Fürst. Nachdem er 1905 die Künstlerin Julia Berg, geborene Lilienfeld (1881–1970), kennengelernt hatte, trennte er sich von seiner Frau Clara und seinen beiden Töchtern Leonore und Marianne. Im Februar 1906 besuchte er Julia Berg in Weimar, wo sie an der Großherzoglichen Kunstschule studierte. Zusammen reisten sie im Juli nach Paris, wo ihr Sohn Andreas (1906–1999) zur Welt kam. Im Juli 1906 traf Feininger in Paris auf Robert Delaunay und Henri Matisse. Er schloss mit der Chicago Sunday Tribune einen Vertrag über zwei Comic-Serien, The Kin-der-Kids und Wee Willie Winkie’s World, die heute zu den Klassikern des Genres gezählt werden, aber beide früh wieder eingestellt wurden. 1908 heirateten Lyonel Feininger und Julia Berg und ließen sich in Berlin nieder. Sie bekamen zwei weitere Söhne, Laurence (1909–1976) und Theodore Lux (1910–2011). 1909 wurde er Mitglied der Berliner Secession.
1911 wurden sechs Gemälde Feiningers im Pariser Salon des Artistes Indépendants („Salon der unabhängigen Künstler“) am Pont d’Alma ausgestellt. Es erfolgten erste Berührungen mit dem Kubismus. 1912 lernte der Maler die Künstlergruppe „Brücke“ kennen und stellte seine ersten architektonischen Kompositionen her.

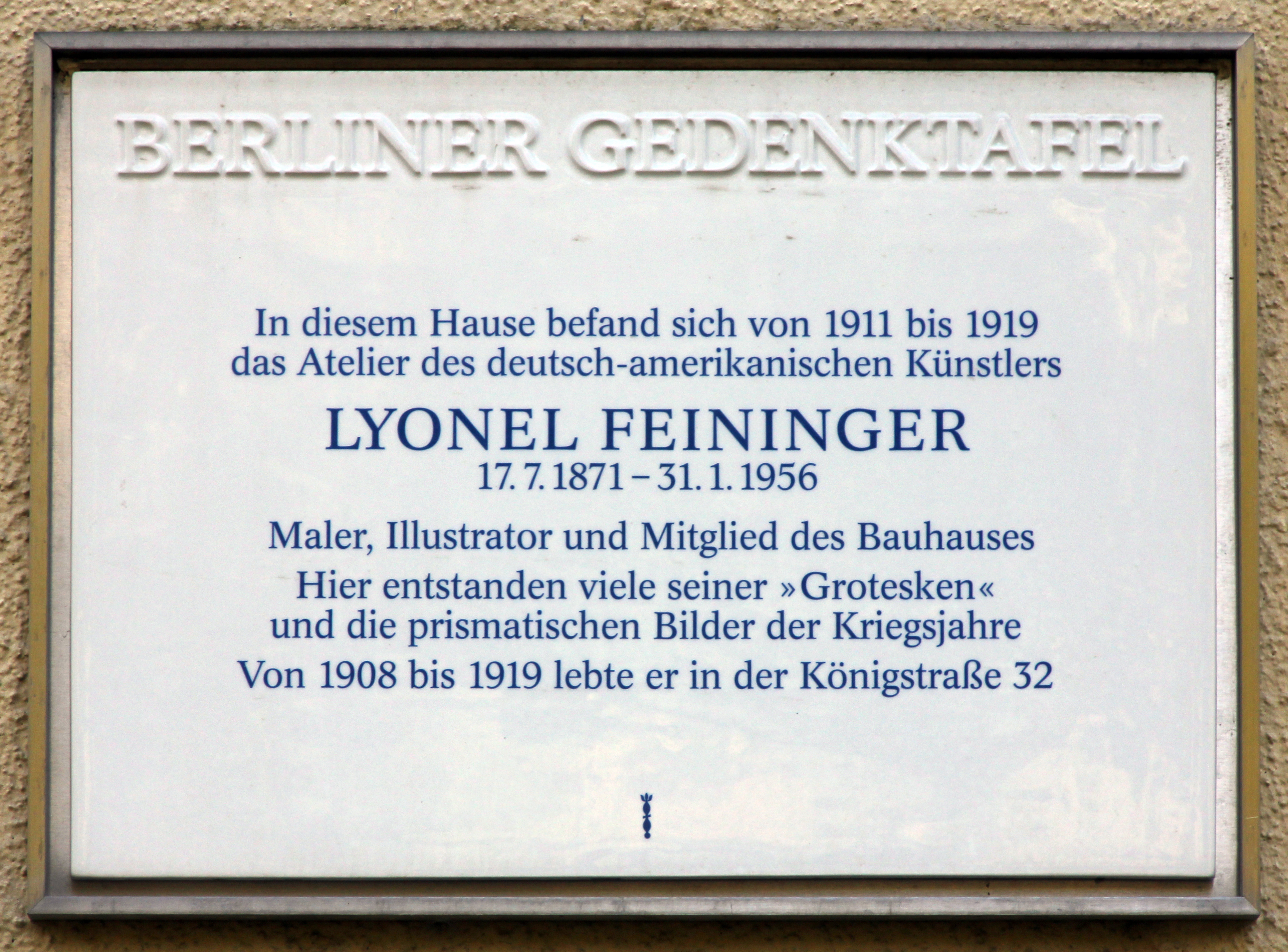
Gedenktafel am Haus Potsdamer Straße 29, Berlin-Zehlendorf

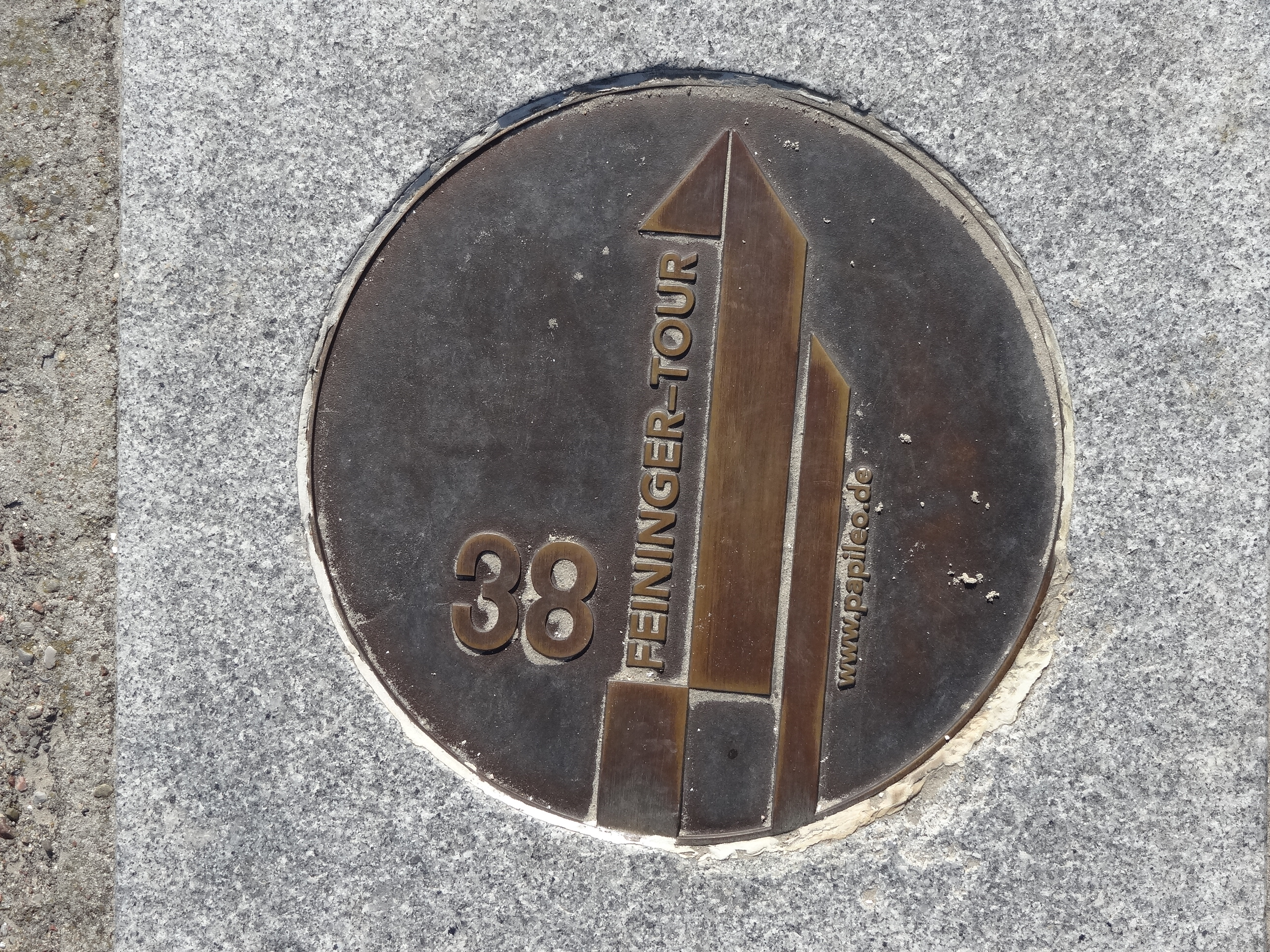
Feininger-Radweg, Punkt 38, Swinemünde, Usedom

Gemeinsam mit den Künstlern des „Blauen Reiters“ nahm er 1913 auf Einladung von Franz Marc am Ersten Deutschen Herbstsalon in der Berliner Galerie „Der Sturm“ teil. 1914 stellte Feininger eine Radierung her und bereitete künstlerische Modelle von Eisenbahnen für die industrielle Spielzeugfabrikation vor. Außerdem hatte er eine Ausstellung mit u. a. Moritz Coschell in der Galerie Arnold in Dresden. Nach dem Ausbruch des Ersten Weltkriegs kehrte er nach Berlin zurück. Feiningers erste Einzelausstellung wurde am 2. September 1917 in der Galerie „Der Sturm“ eröffnet. Gezeigt wurden 45 Gemälde und 66 weitere Werke. Eine weitere Einzelausstellung zeigte 1918 die Galerie Neue Kunst Hans Goltz im Oktober in München. Im November desselben Jahres schloss Feininger sich der von Max Pechstein und César Klein initiierten „Novembergruppe“ an und lernte Walter Gropius kennen. 1919 wurde er von diesem als Leiter der grafischen Werkstatt ans Staatliche Bauhaus in Weimar berufen. Mitte August zog Feininger mit seiner Familie in die Gutenbergstraße 16 in Weimar. Dem ganzheitlichen Anspruch des Bauhauses folgend, widmete er sich 1921 auch der Musik und komponierte seine erste Fuge.
Die Sommermonate verbrachte Feininger gerne am Meer, zunächst noch allein auf Rügen (ab 1892), später mit seiner Frau Julia und den Söhnen Andreas, Laurence und Theodore Lux auf der Insel Usedom, die er von 1908 bis 1921 von Quartieren in Heringsdorf, Neppermin und Benz aus mit dem Fahrrad erkundete und wo er u. a. mehrfach die Benzer St.-Petri-Kirche malte, und von 1924 bis 1935 in Deep an der pommerschen Ostseeküste nahe Kolberg. Bei seinen Meeraufenthalten fertigte er viele Skizzen („Naturnotizen“) an, auf deren Motive er bei späteren Arbeiten wiederholt zurückgriff.
In den Sommermonaten 1918 und 1919 reiste Feininger aufgrund von Reisebeschränkungen für amerikanische Staatsbürger auf Vermittlung des Berliner Galeristen Herwarth Walden nach Braunlage (Oberharz) und hielt den Ort und seine Umgebung in einigen Werken fest – darunter die St. Trinitatis-Kirche, das Forsthaus Brunnenbach sowie das Herrenhaus der ehemaligen Glashütte. Im Sommer 1918 begann er in Braunlage das für sein späteres Schaffen bedeutsame Holzschnittwerk.

### Feininger am Bauhaus, unfreiwilliges Ende seines Wirkens in Deutschland

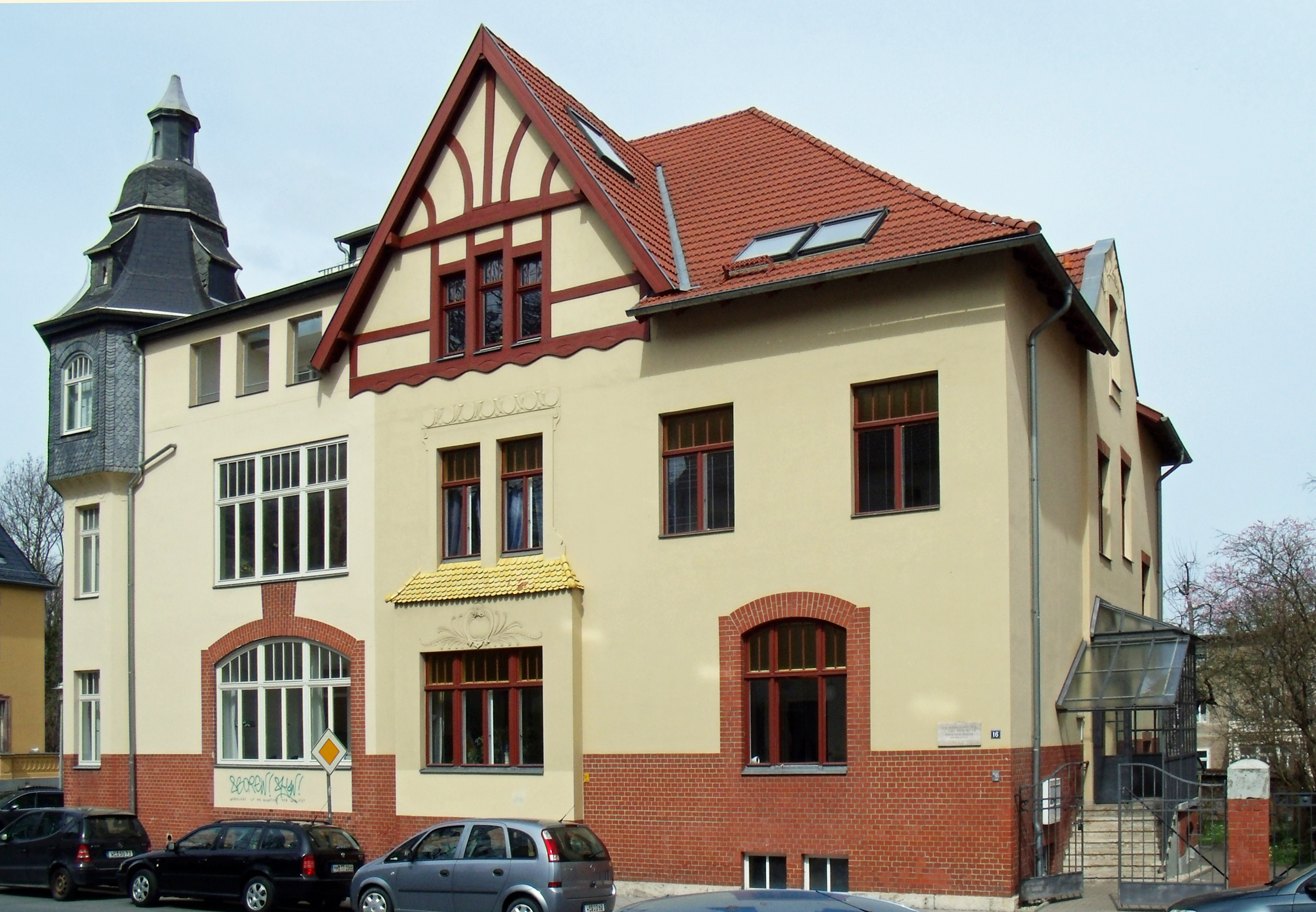
Lyonel Feiningers Wohnhaus in Weimar (1919–1926)

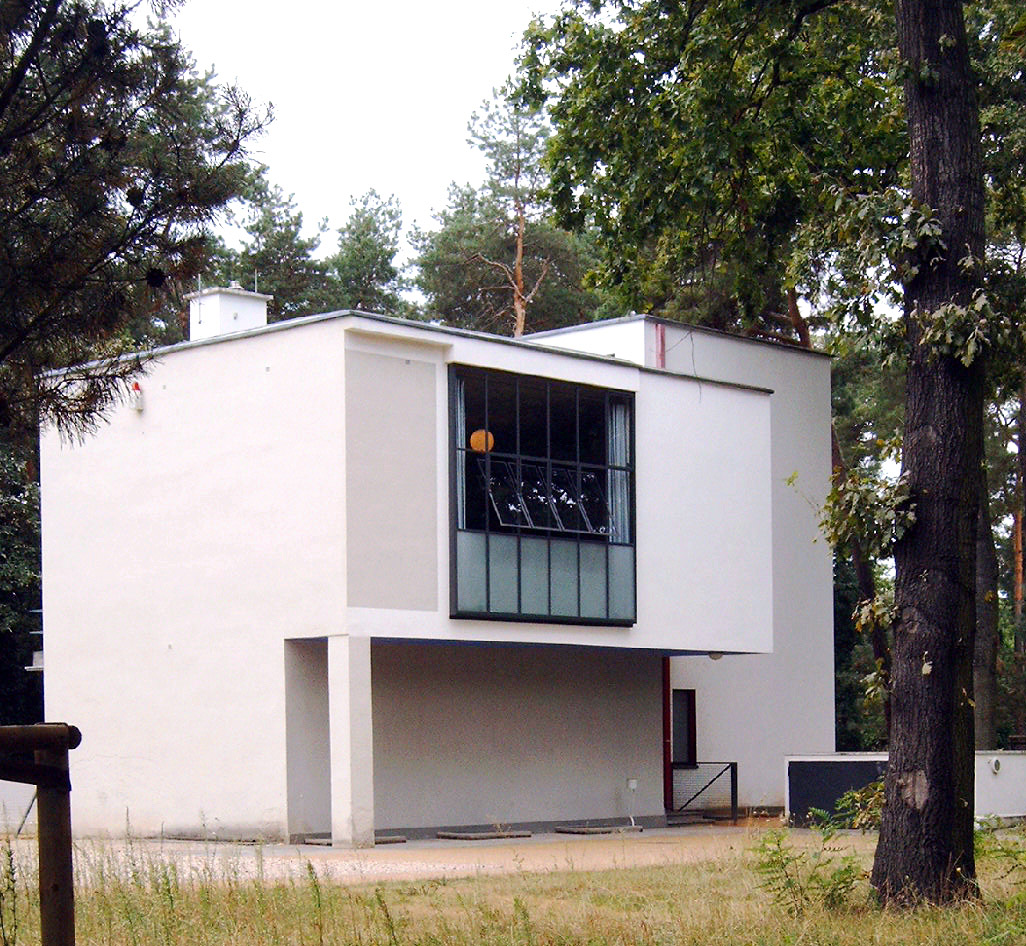
Feiningers Meisterhaus in Dessau

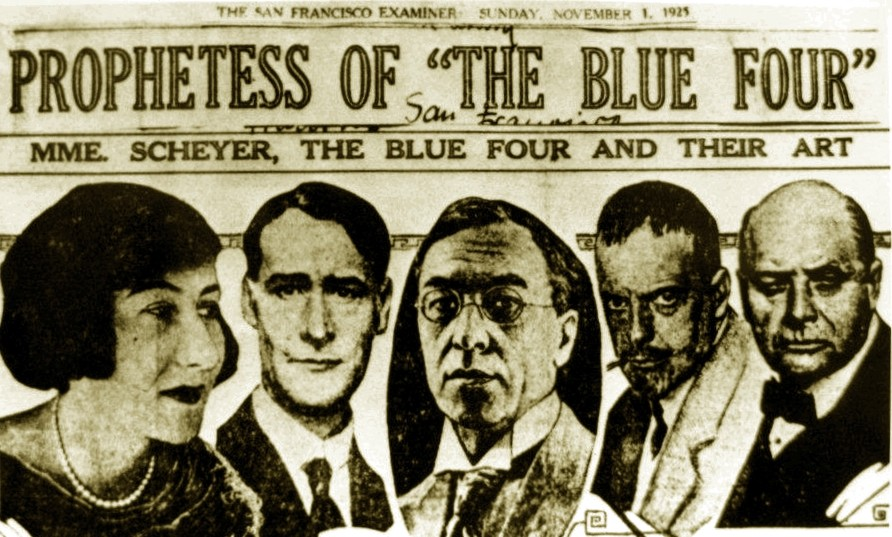
Galka Scheyer, die „Prophetin der Blauen Vier“, mit Lyonel Feininger, Wassily Kandinsky, Paul Klee und Alexej Jawlensky, Collage auf einer Zeitungsseite des San Francisco Examiner vom 1. November 1925

Feininger wurde 1919 zur Gründung des Staatlichen Bauhauses als erster Bauhaus-Meister von Walter Gropius nach Weimar berufen. Zunächst war er bis 1925 der Leiter der Druckwerkstätten. Feininger wohnte mit seiner Familie von Sommer 1919 bis Sommer 1926 in der Gutenbergstraße 16 in Weimar, einem bis heute erhaltenen Haus. 1921 wurde eine Mappe mit Linolschnitten von Feininger als seine erste Bauhaus-Veröffentlichung herausgegeben. 1923 hielt sich Feininger in Erfurt auf. In New York wurden 47 Gemälde, Aquarelle, Zeichnungen und druckgrafische Blätter in der Anderson-Gallery: A Collection of Modern German Art ausgestellt. 1924 gründeten Feininger, Paul Klee, Wassily Kandinsky und Alexej von Jawlensky die Ausstellungsgemeinschaft Die Blaue Vier. Nachdem dem Bauhaus in Weimar 1924 infolge von Eingaben der thüringischen Handwerkerschaft und des deutsch-völkischen Blocks im Thüringer Landtag die Mittel um 50 Prozent gestrichen wurden, konnte es im Frühjahr 1925 in Dessau neu gegründet werden. Am 30. Juli 1926 bezog Feininger mit seiner Familie eines der neu errichteten Meisterhäuser in Dessau. Am Bauhaus ließ sich Feininger auf eigenen Wunsch von sämtlichen Lehrverpflichtungen entbinden. Bis 1932 blieb er auf Drängen Walter Gropius’ „Meister“.
Von 1929 bis 1931 arbeitete er auf Einladung der Stadt Halle (Saale) an insgesamt elf expressionistischen Ansichten der Stadt, insbesondere der Marktkirche, des Domes und des Roten Turmes. Hierfür stand ihm im Torturm der Moritzburg ein Atelier zur Verfügung. 1931 kaufte die Stadt alle 11 Gemälde sowie 29 Zeichnungen dieses Zyklus für ihr Kunstmuseum an.
Nach dem Sieg der NSDAP bei den Kommunalwahlen in Dessau im Jahr 1932 verließ das Bauhaus die Stadt und ließ sich als privat geführte Schule in Berlin nieder. Lyonel und Julia Feininger übersiedelten im selben Jahr nach Berlin-Siemensstadt. Auch durch die Hilfe des Quedlinburger Kunstsammlers Hermann Klumpp konnte das Ehepaar am 11. Juni 1937 das nationalsozialistische Deutschland in Richtung USA verlassen, wo Feininger als freier Maler in New York arbeitete.
In der Zeit des Nationalsozialismus galten Feiningers Werke offiziell als „Entartete Kunst“. Die Nationalsozialisten konfiszierten 378 Arbeiten des Künstlers aus öffentlichen Sammlungen. Wenige Monate nach seiner Abreise zeigten sie acht Gemälde (Städteansichten), ein Aquarell und dreizehn Holzschnitte auf der Ausstellung Entartete Kunst in München.

### Feininger in New York
Bereits 1936 besuchte Feininger New York, unterrichtete in den Sommermonaten am Mills College in Oakland und bereitete seine Übersiedlung in die Vereinigten Staaten vor. Galt er in Deutschland als amerikanischer Maler, so war er dem New Yorker Publikum nach seiner Rückkehr als „Deutscher“ so gut wie unbekannt. „Am Anfang litt ich sehr unter dem Gefühl des Fremdseins […]“. Im Sommer 1937 lehrte er wieder am Mills College und fertigte erste Aquarelle (Manhattan at Night) an, in denen er sich mit New York auseinandersetzte. 1939 vollendete er bereits in Deutschland begonnene Motive der Ostsee und von Deep in Pommern. Ein Jahr später startete er eine Serie mit „Manhattan-Bildern“, welche die moderne „Wolkenkratzer“-Architektur und Straßenschluchten zum Thema hatten. Doch blieben für Feininger – obwohl in New York wohnend – immer auch die erinnerten Motive seiner ehemaligen Heimat weiterhin wichtiges Bildthema. 1944 traf er Fernand Léger und stellte erstmals – zusammen mit Marsden Hartley – eine Retrospektive im Museum of Modern Art aus. 1947 wurde er zum Präsidenten der Federation of American Painters und Sculptors gewählt und ein Jahr vor seinem Tod zum Mitglied des National Institute of Arts and Letters ernannt.
Als Mitglied des Deutschen Künstlerbundes beteiligte sich Feininger 1953 an der dritten Jahresausstellung in der Hamburger Kunsthalle und stellte in den Folgejahren bis 1956 auch in Frankfurt, Baden-Baden und Düsseldorf aus.
Feininger starb im Alter von 84 Jahren in seiner Wohnung (235 East 22nd Street) in New York. Bestattet wurde er auf dem Mount Hope Cemetery in Hastings-on-Hudson (Westchester County, New York). Sein Sohn Andreas Feininger wurde in New York ein bekannter Fotograf. Sein Sohn Laurence Feininger (Musikwissenschaftler) starb 1976 in Freienfeld, Italien.

## Werke in Museen
Das weltweit einzige dem Maler gewidmete Museum befindet sich im Harz in der Welterbestadt Quedlinburg. Hier lebte Hermann Klumpp, der ab 1929 am Bauhaus in Dessau studiert hatte und ein Freund der Feiningers wurde. Bevor Lyonel Feininger im Juni 1937 Deutschland verließ, überließ er mehr als 60 Gemälde und mehr als 1000 Arbeiten auf Papier seinem Freund zu treuen Händen, um sie vor der Beschlagnahme und Vernichtung durch die Nationalsozialisten zu bewahren. Nach dem Tod Lyonel und Julia Feiningers fanden in den 1970er Jahren langwierige, komplizierte Verhandlungen zwischen den Anwälten der Kinder und den DDR-Behörden statt, in deren Ergebnis nahezu alle Gemälde an die Söhne zurückgegeben wurden. Zehn verbliebene Gemälde sowie die Arbeiten auf Papier verblieben im Besitz Hermann Klumpps, der diese zur Gründung der Lyonel-Feininger-Galerie seiner Stadt Quedlinburg zur Verfügung stellte. 1986 wurde das dem Maler gewidmete Personalmuseum mit der Sammlung Dr. Hermann Klumpp als Dauerleihgabe eröffnet. Es verwahrt heute den weltweit zweitgrößten Bestand an Werken des Künstlers. 2019 wurde mit der Gründung der Stiftung Lyonel-Feininger-Sammlung Armin Rühl ein bedeutendes Konvolut früher Karikaturen und Comic-Zeichnungen Feiningers dauerhaft an das Museum gebunden.
Die Harvard Art Museums in Cambridge (USA) verwahren den größten Teil des Nachlasses von Lyonel Feininger und damit die umfangreichste Sammlung seiner Arbeiten.
Weitere Feininger-Konvolute befinden sich mit der Sammlung Harald Löbermann in den Kunstsammlungen Chemnitz (298 Druckgrafiken, Zeichnungen und Aquarelle aus dem Zeitraum 1910 bis 1955) sowie im Kunstmuseum Moritzburg Halle (Saale), wo heute wieder drei der ehemals elf Halle-Bilder in der permanenten Sammlungspräsentation zu sehen sind. Hinzu kommen zahlreiche Aquarelle, Zeichnungen, Skizzen, Druckgrafiken und Fotografien des Künstlers. In der Stadt Halle (Saale) wurde 2019 ein Audiowalk auf den Spuren der Gemälde Feiningers durch die historische Altstadt etabliert.
Im Dezember 2022 erwarb das Germanische Nationalmuseum mit Unterstützung einer privaten Stiftung und der Ernst von Siemens Kunststiftung erstmals ein Gemälde von Lyonel Feininger für seine Sammlung: die Marine, entstanden 1919 während Feiningers Zeit am Bauhaus in Weimar. Das bedeutende Werk zeigt in seiner typischen Manier drei verschiedene Schiffe, deren Wege sich auf dem Meer kreuzen. Feininger hatte eine besondere Beziehung zu Schiffen, die sich in Seestücken und Marinen als Konstanten in seinem gesamten Œuvre widerspiegelte. Heute kann das Gemälde im Germanischen Nationalmuseum besichtigt werden.
In Ribnitz-Damgarten befindet sich in der Galerie im Kloster eine kleine Dauerausstellung mit Zeichnungen und Druckgrafiken Lyonel Feiningers aus seinen dortigen Aufenthalten von 1905 bis 1921, die seine stilistische Entwicklung zeigen. Ein mit Stelen markierter Feininger Rundweg durch Ribnitz führt zu den hiesigen Motiven seiner Werke.

## Werke (Auswahl)

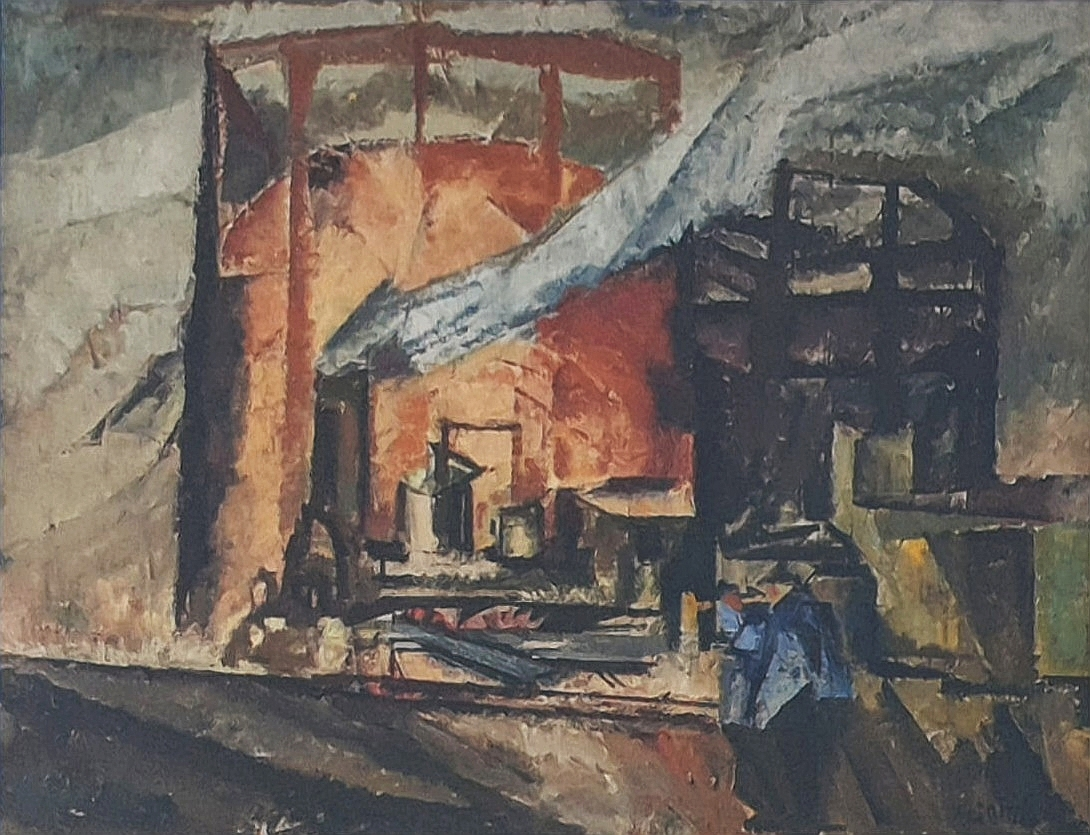
Gasometer in Berlin-Schöneberg, 1912

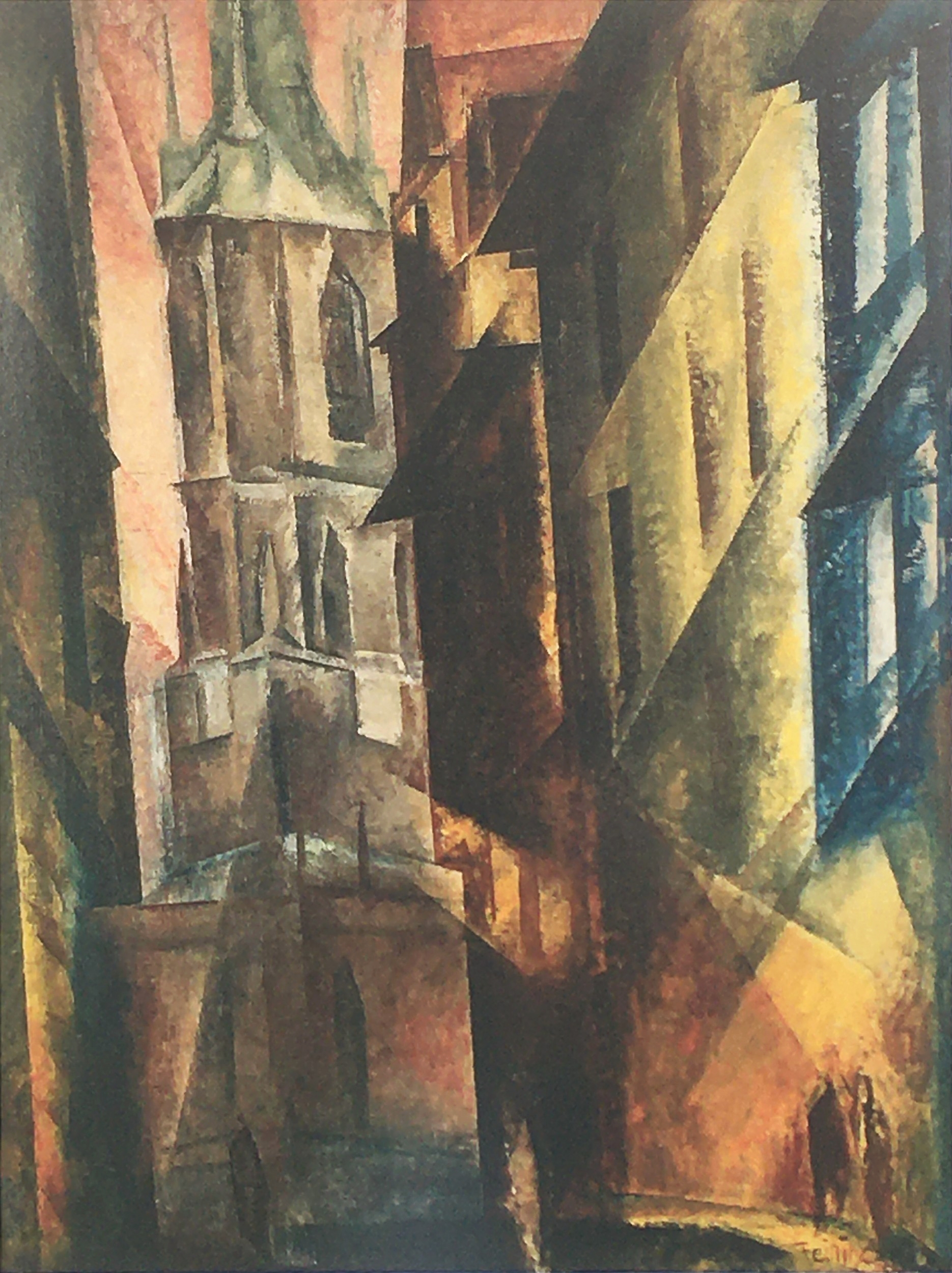
Roter Turm II, 1930, Kunstmuseum Mülheim an der Ruhr

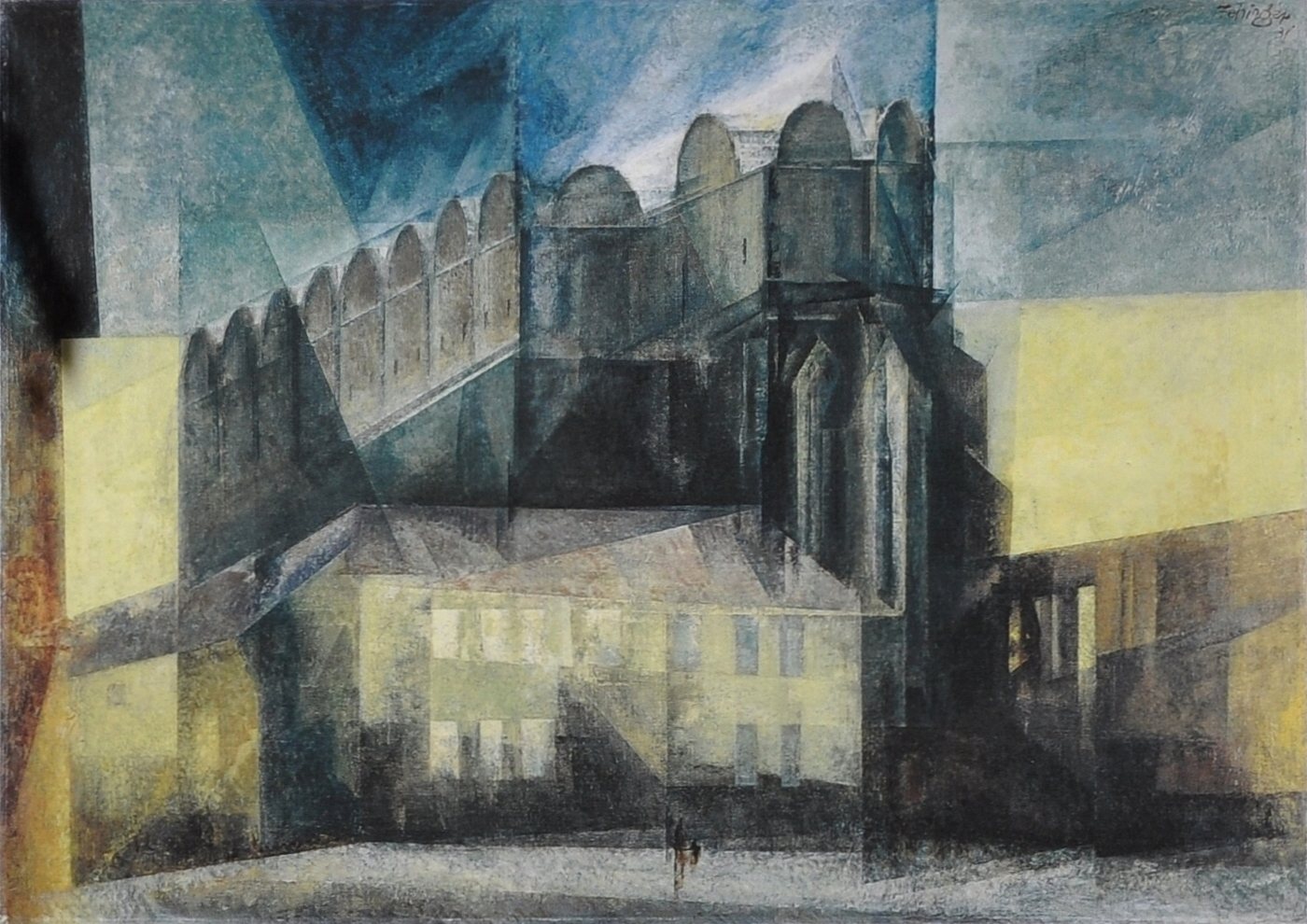
Ausschnitt einer Informationstafel beim Halleschen Dom mit einer Reproduktion des Gemäldes Der Dom in Halle, 1931, heute im Kunstmuseum Moritzburg Halle (Saale)

- 1905: August: Ribnitz, Straße Am Klosterteich und Blick am Hafen
- 1906/1907: Der weiße Mann, Collection Museo Carmen Thyssen-Bornemisza, Madrid
- 1907: Landschaftsstudie zu Ostseemotiv, Kulturstiftung Sachsen-Anhalt, Lyonel-Feininger-Galerie, Quedlinburg, Dauerleihgabe Sammlung Dr. Hermann Klumpp
- 1910: Straße im Dämmern, Sprengel-Museum, Hannover
- 1910: Selbstbildnis mit Tonpfeife, Kulturstiftung Sachsen-Anhalt, Lyonel-Feininger-Galerie, Quedlinburg, Dauerleihgabe Sammlung Dr. Hermann Klumpp
- 1912: Gasometer in Berlin-Schöneberg
- 1912: The Gate, Galerie im Kloster, Ribnitz-Damgarten
- 1913: Gelmeroda I, Privatsammlung, New York[16]
- 1913: Vollersroda I, Kulturstiftung Sachsen-Anhalt, Lyonel-Feininger-Galerie, Quedlinburg
- 1913: Leuchtbake, Museum Folkwang, Essen
- 1913: Kreisformen, Sonne, Turm, Privatsammlung, Paris
- 1918: Teltow II, Neue Nationalgalerie, Berlin
- 1918: Das Tor, Galerie im Kloster, Ribnitz-Damgarten
- 1919: Die Kathedrale des Sozialismus, Holzschnitt zum ersten Bauhaus-Manifest
- 1919: Marine (Fischer), Öl auf Leinwand, Germanisches Nationalmuseum, Nürnberg[17]
- 1920: Viadukt, Museum of Modern Art, New York
- 1921: Kleine Hafenstadt, Heiligenhafen
- 1922: Dorfteich von Gelmeroda, Städel, Frankfurt
- 1922: Die Dame in Mauve, Museo Thyssen-Bornemisza, Madrid
- 1922: Mellingen VI, Israel Museum, Jerusalem
- 1923: Das Hohe Ufer, Ölbild vom Heiligenhafener Hochufer, Albertina, Wien
- 1924: Blaue Marine
- 1925: Barfüßerkirche in Erfurt I, Staatsgalerie Stuttgart
- 1926: Vogelwolke, Busch-Reisinger-Museum, Cambridge (Massachusetts)
- 1927: Gelbe Dorfkirche Neue Nationalgalerie Berlin
- 1927: Klarissenkirche, Galerie im Kloster, Ribnitz-Damgarten
- 1929: Die große Kutterklasse, Museum Ludwig, Köln
- 1929: Halle, Am Trödel, Bauhaus-Archiv, Berlin
- 1930: Marktkirche mit dem Pfeil, Kulturstiftung Sachsen-Anhalt, Kunstmuseum Moritzburg Halle (Saale)
- 1930: Roter Turm I, Kulturstiftung Sachsen-Anhalt, Kunstmuseum Moritzburg Halle (Saale)
- 1930: Roter Turm II, Stiftung Sammlung Ziegler im Kunstmuseum Mülheim an der Ruhr
- 1931: Türme über der Stadt (Halle), Museum Ludwig, Köln
- 1931: Der Dom in Halle, Kulturstiftung Sachsen-Anhalt, Kunstmuseum Moritzburg Halle (Saale)
- 1933: Segelschiff mit blauem Angler, Kulturstiftung Sachsen-Anhalt, Lyonel-Feininger-Galerie, Quedlinburg, Dauerleihgabe Sammlung Dr. Hermann Klumpp
- 1936: Gelmeroda XIII, Metropolitan Museum of Art, New York
- 1936: Vollersroda (Frühling), Hamburger Kunsthalle, Hamburg
- 1937: Thuringia Village, Privatsammlung Deutschland
- 1940: Manhattan I, Museum of Modern Art, New York
- 1947: Baltic, a Recollection, Toledo Museum of Art
- 1952: Manna-Hate, Privatsammlung, Schweiz

## Ausstellungen (Auswahl)
Lyonel Feininger war Teilnehmer der documenta 1 (1955) und auch postum der documenta III im Jahr 1964 in Kassel.
- 1961: Lyonel Feininger – Gedächtnis-Ausstellung. Kunstverein in Hamburg (21. Januar–5. März 1961), Museum Folkwang (15. März–7. Mai 1961), Staatliche Kunsthalle Baden-Baden (14. Mai–26. Juni 1961)
- 1982: 100 Jahre Kieler Woche – Lyonel Feininger: Gemälde, Aquarelle und Zeichnungen, Druckgraphik. Kunsthalle zu Kiel
- 1991: Lyonel Feininger. Die Halle-Bilder, Kunstmuseum Moritzburg Halle (Saale), 29. August–3. November 1991
- 1998: Lyonel Feininger. Zeichnungen und Aquarelle. Kunsthalle Tübingen
- 1998/1999: Lyonel Feininger. Von Gelmeroda nach Manhattan. Retrospektive der Bilder. Neue Nationalgalerie Berlin und Haus der Kunst München
- 2006: Lyonel Feininger. Frühe Werke und Freunde. Von der Heydt-Museum Wuppertal
- 2009: Zurück in Amerika 1937–1956. Kunstmuseum Moritzburg Halle (Saale) (erstmalige Schau seiner späten Arbeiten)
- 2009: Feininger im Harz, Lyonel-Feininger-Galerie, Quedlinburg, 13. Juni–20. September 2009
- 2011: Feininger aus Harvard. Zeichnungen, Aquarelle und Fotografien. Kupferstichkabinett Berlin, Februar 2011
- 2011: Lyonel Feininger. Schiffe und Meer. Altonaer Museum Hamburg. (April–Mai 2011. Auswahl von Werken aus den Jahren 1911 bis 1955.)[18]
- 2015/16: Lyonel Feininger und Alfred Kubin. Eine Künstlerfreundschaft. 24. Mai–2. August 2015 Altes Rathaus Ingelheim und 4. September 2015–10. Januar 2016, Albertina Wien[19]
- 2016: Lyonel Feininger. Rügen, Ribnitz, Usedom. Reisen an die Ostsee von 1893 bis 1913. Kunstmuseum Ahrenshoop (19. März–17. Juli 2016)[20]
- 2016: Lyonel Feininger: Paris 1912. Die Rückkehr eines verlorenen Gemäldes, Kunstmuseum Moritzburg Halle (Saale), 24. Oktober 2016–29. Januar 2017
- 2016/17: Bauhaus am Schlossberg. 30 Jahre Lyonel-Feininger-Galerie, Lyonel-Feininger-Galerie, Quedlinburg, 25. Juni–19. September 2016 (Teil 1), 24. September 2016–9. Januar 2017
- 2017: Lyonel Feininger. 1871–1956. Shepherd W&K Galleries, New York (26. Oktober–22. Dezember 2017)[21]
- 2019: Bauhaus am Folkwang. Lyonel Feininger. Museum Folkwang, Essen
- 2019: Die Feiningers. Ein Familienbild am Bauhaus, Lyonel-Feininger-Galerie, Quedlinburg, 25. Mai–2. September 2019
- 2021: Becoming Feininger. Lyonel Feininger zum 150. Geburtstag, Lyonel-Feininger-Galerie, Quedlinburg, 28. März–12. September 2021
- 2023: Sammelausstellung, Säulen der Moderne, Galerie & Edition Bode, Nürnberg
- 2023: Lyonel Feininger. Schirn Kunsthalle Frankfurt, 27. Oktober 2023 – 18. Februar 2024[22]

## Feininger als Komponist
Ab 1921 beschäftigte sich Feininger auch mit der Komposition musikalischer Werke. Er schrieb mehrere Fugen für Orgel und orientierte sich dabei an seinem Vorbild Johann Sebastian Bach.

## Rezeption / Ehrungen
- 1996 wurde der Asteroid (6653) Feininger nach ihm benannt.[24]
- Im Rahmen der Serie „Deutsche Malerei des 20. Jahrhunderts“ gab die Deutsche Post 2002 eine Sondermarke mit dem Gemälde Marktkirche von Halle von Feininger heraus.
- Feininger-Radwege sowohl in der Umgebung von Weimar als auch auf Usedom[25] folgen den Spuren des Künstlers.
- In Mellingen im Landkreis Weimarer Land im Freistaat Thüringen existiert das Lyonel-Feininger-Gymnasium.[26]
- In Weimar gibt es eine Lyonel-Feininger-Straße.

## Dokumentation
- 2023: Lyonel Feininger – Ein Künstler zwischen den Welten. Regie: Mathias Frick, NDR, Deutschland, 53 Minuten